# Casa Juncadella
La casa Juncadella, también conocida como casa Rodolf Juncadella, es un edificio residencial situado en la Rambla de Cataluña, número 33, del distrito del Ensanche de Barcelona. La construcción, que se realizó entre el 1888 y el 1890, es obra del arquitecto Enric Sagnier, perteneciendo a su primera etapa, y está inspirado en los palacios barceloneses del siglo XVIII. En la actualidad, está ocupado por actividad comercial, en la planta baja, y por oficinas y despachos en las plantas superiores.
El edificio, cuando fue construido, se convirtió en una de las primeras casas de Barcelona que se difundió en revistas extranjeras; concretamente, apareció en la prestigiosa Academy Architecture and Architectural Review de Londres, honor que compartió con la Casa Roger Vidal, también construida en este periodo. Sus grandes dimensiones, no obstante, se harían menos habituales en pleno Modernismo, que se desarrollaría en solares más pequeños pero, sobre todo, en la reforma de edificios. En el año 1918, a petición de Peregrino Vidal, el propio Sagnier remodeló la parte superior del edificio.
A partir de 1 de septiembre de 2020 se ubica el Consulado General de Filipinas en Barcelona en la planta principal del edificio.

## Arquitectura
A nivel arquitectónico, la composición de la fachada es extremadamente precisa, en todos los aspectos: su distribución, en anchura, dispone de cuerpos de ordenación vertical, que incluyen las tribunas que delimitan los extremos. A nivel de alzado, se distingue formalmente cada una de las plantas, acabadas en una potente cornisa que se incorpora al último piso con grandes medallones, conteniendo alegorías en alto relieve de la Música, la Industria, la Arquitectura y el Comercio, obra de Pere Carbonell. Los jarrones que coronan la balaustrada enfatizan los vacíos y plenos, que forman parte de un conjunto de elementos decorativos con ornamentación vegetal que se encuadran en el eclecticismo que rige el conjunto del edificio. También son destacables las tribunas laterales, abiertas, con columnas jónicas y barandillas de piedra muy ornamentades, así como los trabajos de forja.

## Galería de imágenes

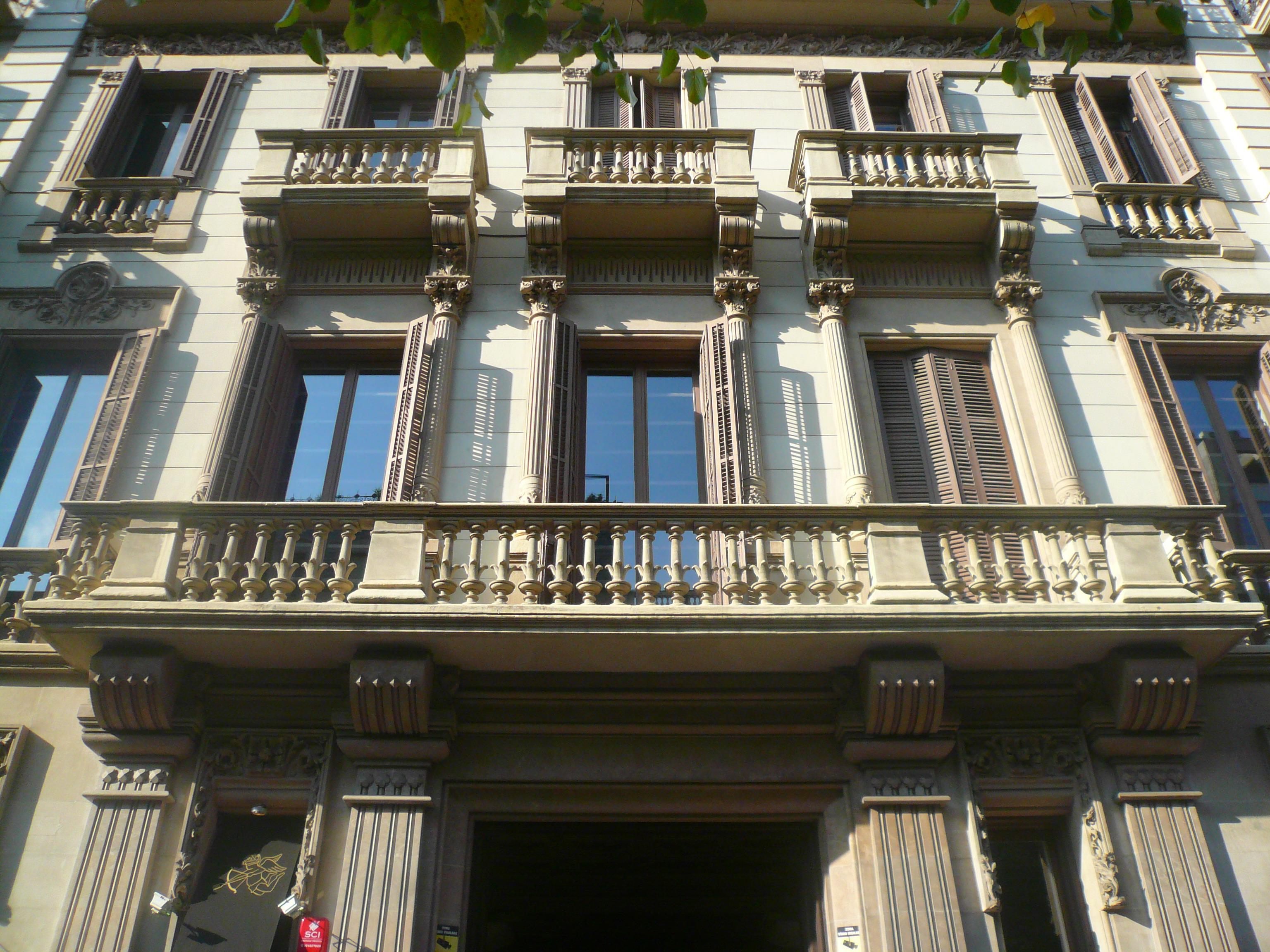
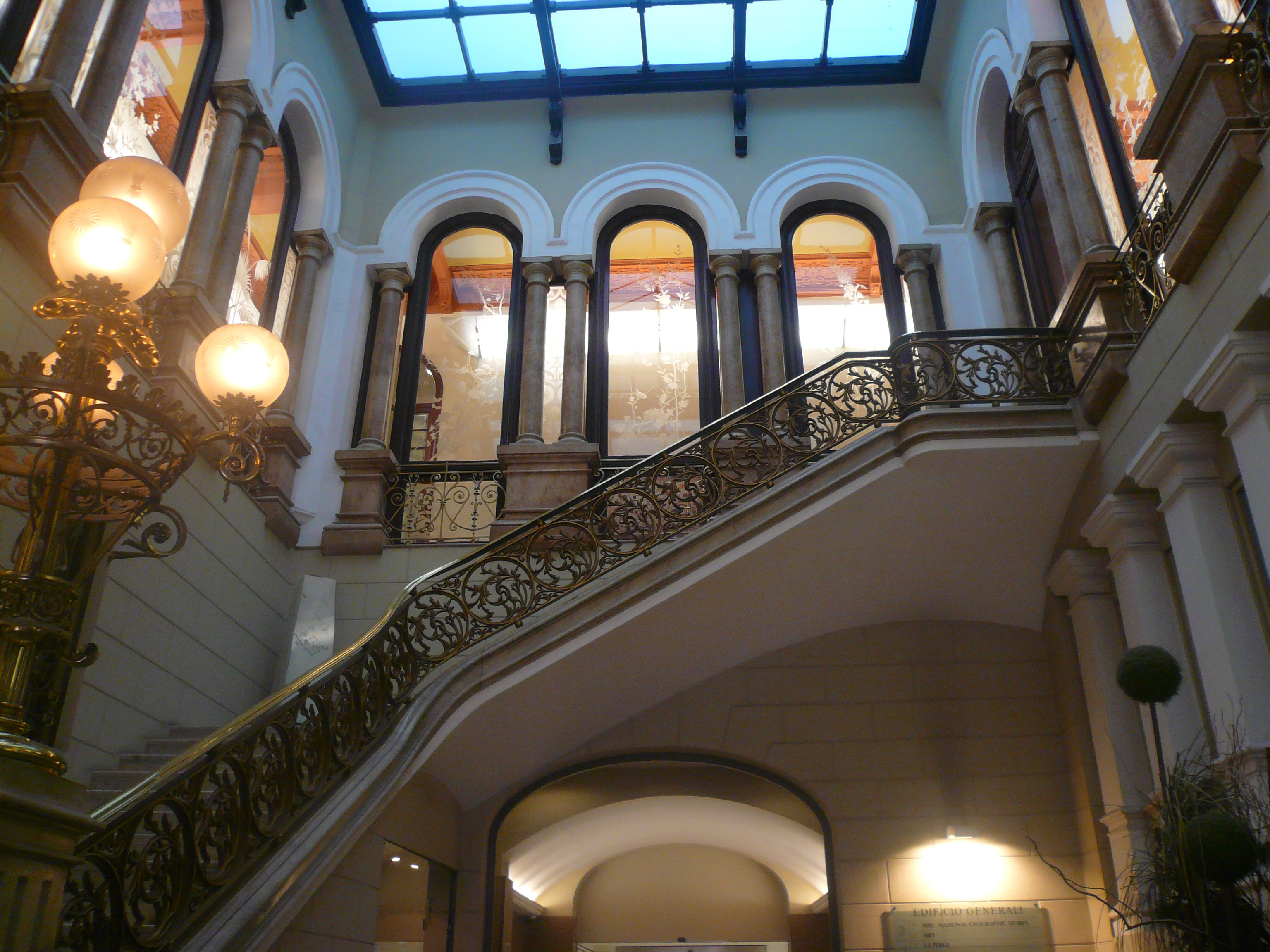
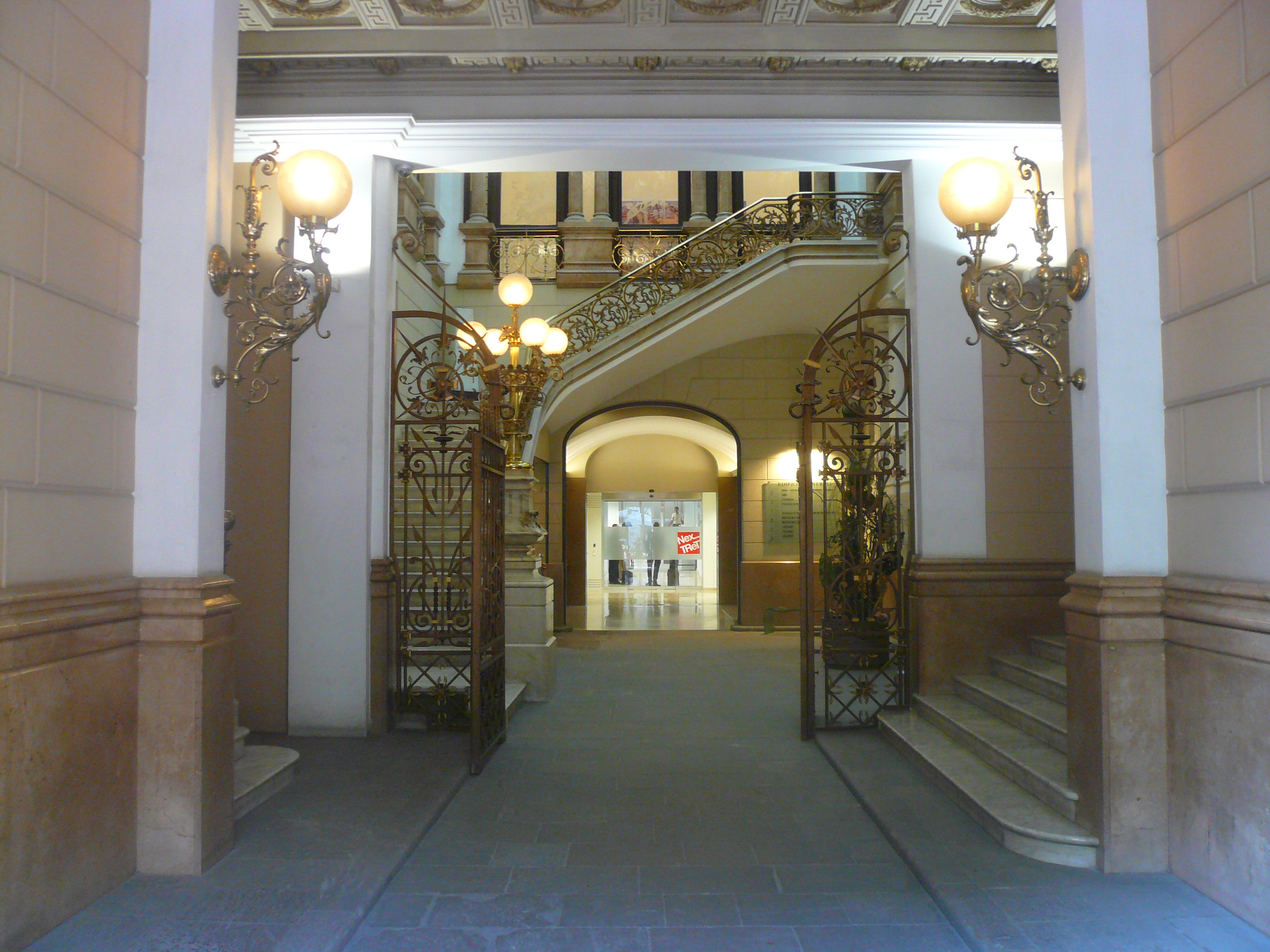
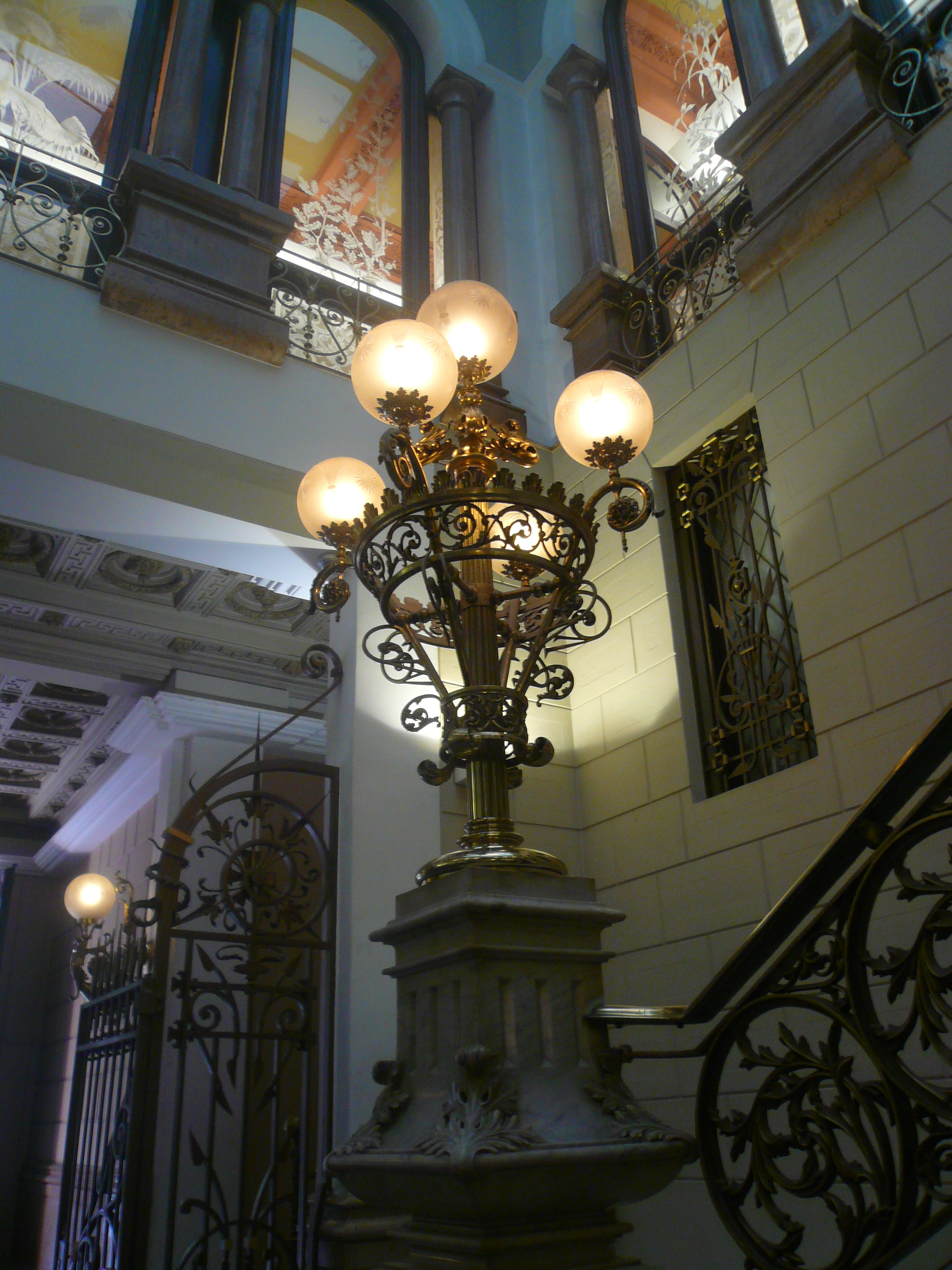
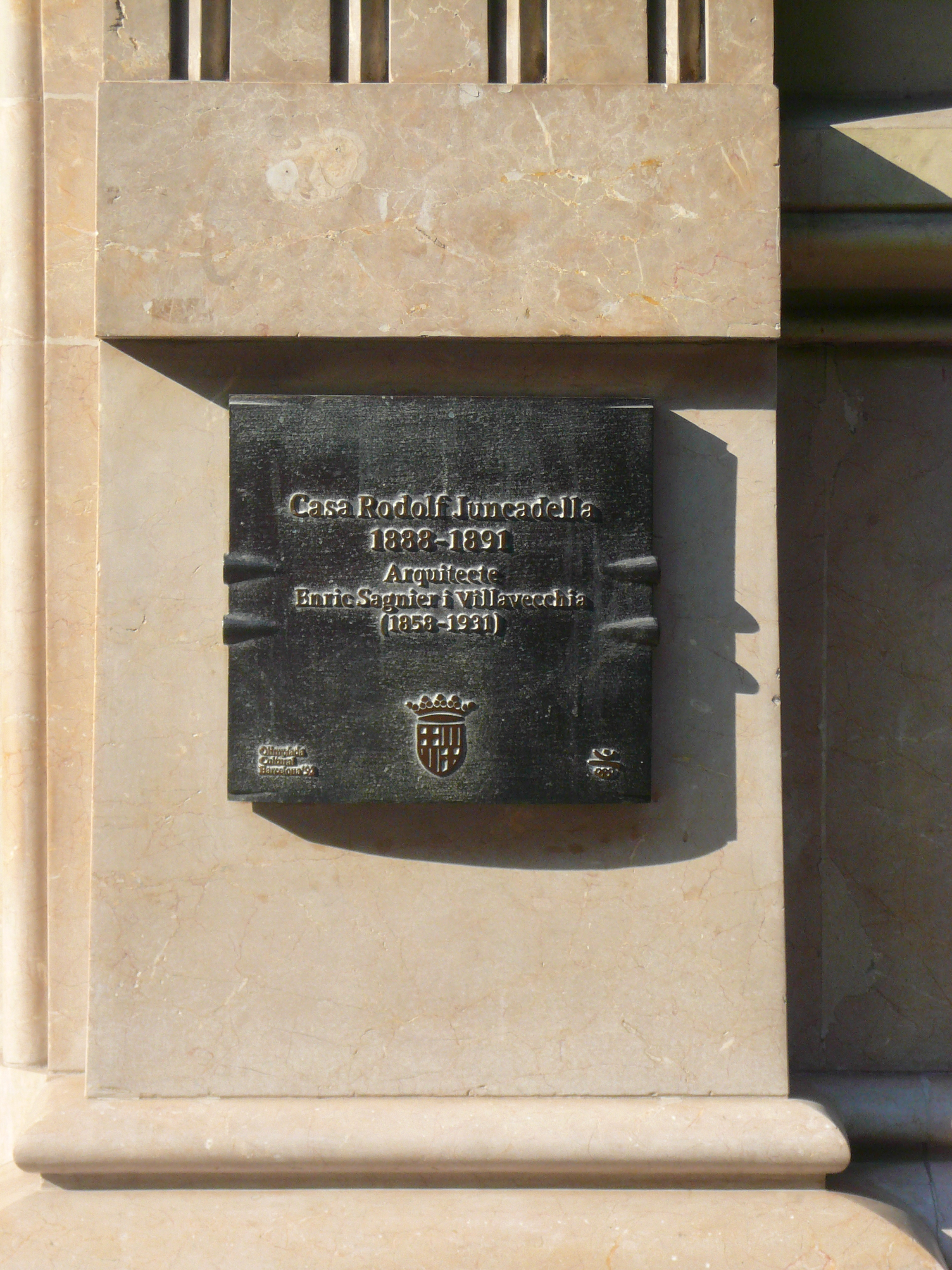
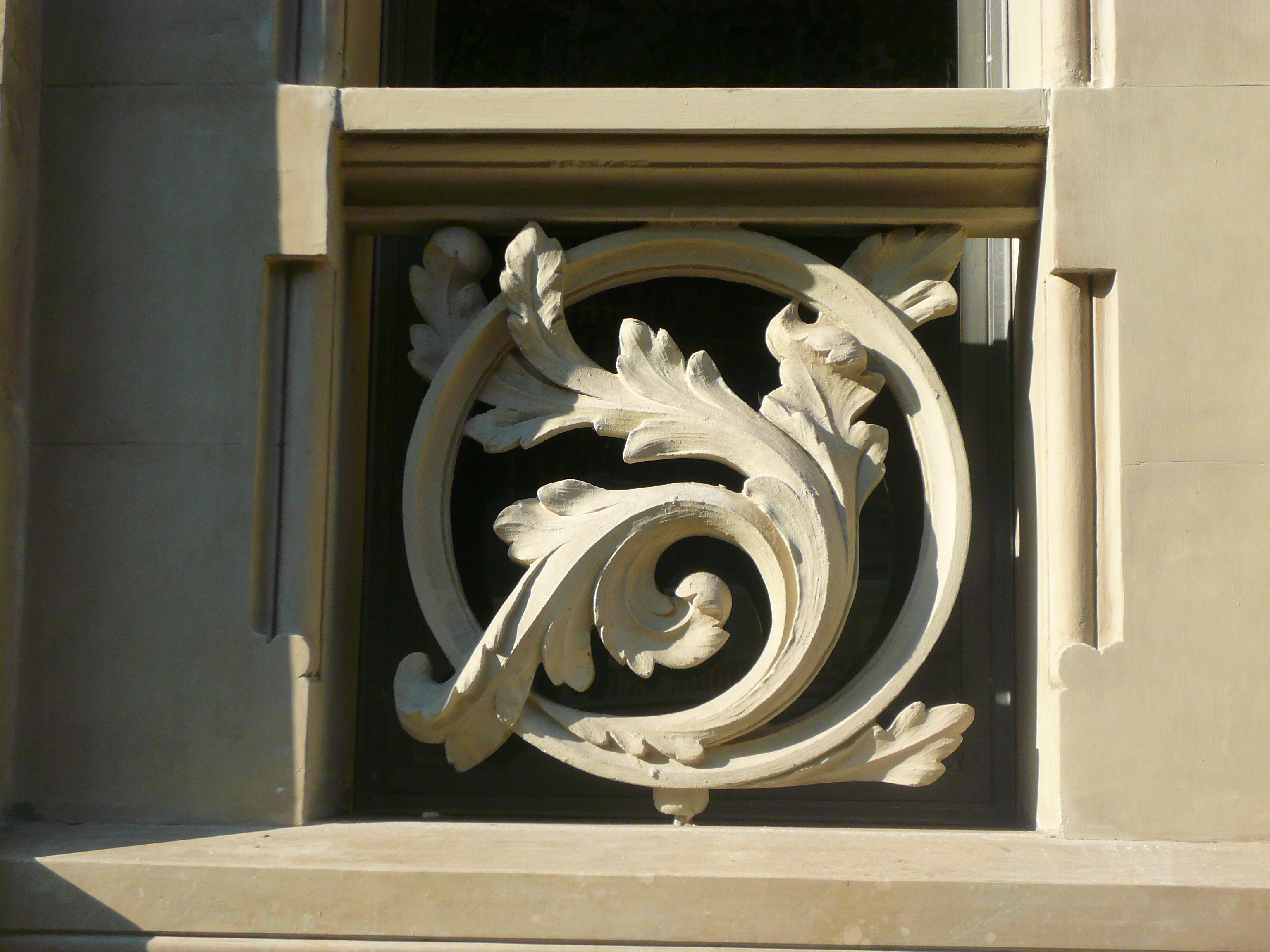

- Datos: Q26821310
- Multimedia: Casa Juncadella / Q26821310